# Charles-Antoine Flajoulot
Charles-Antoine Flajoulot est un artiste-peintre et enseignant français né en 1774 à Besançon où il est mort le 15 septembre 1840.

## Biographie
Flajoulot entre à l'école de dessin de Besançon puis monte à Paris, reçu à l'école des Beaux-Arts comme élève de Jean-Baptiste Regnault le 14 vendémiaire an XII (6 octobre 1804). Vraisemblablement élève de Jacques-Louis David[réf. nécessaire], il devient directeur de l'école de dessin de Besançon ; il est aussi professeur dans la classe de dessin du Collège royal de Besançon où il aura comme élève le jeune Gustave Courbet, Édouard Baille, Ferdinand Louis Perron, Louis Pasteur, entre autres.
Courbet fréquente l'atelier de Flajoulot, qu'il considère alors comme « l'un de ses maîtres », entre 1837 et 1839, et lui rend visite par la suite.
Il laisse une collection de moulages et d'œuvres d'art au musée de Besançon.
Selon l'abbé Brune, « ce peintre était un excentrique qui se proclamait le roi du dessin. »

## Iconographie
- Besançon, musée des Beaux-arts et d'archéologie, Portrait de Charles-Antoine Flajoulot par Édouard Baille (son portrait par Edouard Baille est visible au musée Gustave Courbet d'Ornans)[pas clair]
- Besançon, cimetière, médaillon par Jean-Paul-Paschal Franceschi

## Œuvres
D'après l'abbé Brune :
Églises
- Besançon, chapelle de l'asile départemental du Doubs, Saint Jean l'Aumônier distribuant son bien aux pauvres.
- Delain, Haute-Saône, La Conception de la Vierge, 1831.
- Franois, Doubs, La Nativité, copie d'après Annibal Carrache ; Saint Isidore, 1830.

Musées
- Besançon, Saint Jean l'Aumônier, esquisse du tableau de l'asile du Doubs ; Persée venant de délivrer Andromède, se lave les mains dans une fontaine, copie d'après Jean-Baptiste Regnault.